# Убиство на свиреп и подмукао начин и из ниских побуда
Убиство на подмукао и свиреп начин из ниских побуда је југословенски играни филм из 12. децембар 1969. године који је режирао Живорад Жика Митровић по сценарију Милана Милићевића Ланга.
Југословенска кинотека у сарадњи са А1 и Центар филмом је дигитално обновила филм.
Свечана премијера ремастеризоване верзије филма је одржана 10. фебруара 2025 године.